# Občina Zreče
Občina Zreče s središčem v Zrečah in okoli 6.500 prebivalci je ena izmed gospodarsko prepoznavnejših lokalnih skupnosti v Republiki Sloveniji, ki je svoj preporod doživela predvsem s pospešeno industrializacijo v zadnjem stoletju  (po prvi svetovni vojni). To je vzpodbudilo skokoviti vsestranski razvoj in botrovalo pospešenemu uvajanju (sredi 70. let dvajsetega stoletja) in razvijanju turizma kot nove perspektivne panoge. Danes predstavlja prepoznavni turizem na Zreškem nosilno jedro Turistične destinacije Rogla-Pohorje, v kateri se uspešno povezujejo tudi tri sosednje občine in njihovi turistični ponudniki.      

## Naselja v občini
Bezovje nad Zrečami, Boharina, Bukovlje, Dobrovlje, Čretvež, Črešnova, Gorenje pri Zrečah, Gornja vas, Gračič, Koroška vas na Pohorju, Križevec, Lipa, Loška Gora pri Zrečah, Mala Gora, Osredek pri Zrečah, Padeški Vrh, Planina na Pohorju, Polajna, Radana vas, Resnik, Rogla, Skomarje, Spodnje Stranice, Stranice, Zabork, Zlakova, Zreče

## Turizem
Za največji turistični točki v občini Zreče veljata Terme Zreče in Rogla.
Terme Zreče obsegajo 8 bazenov s skupno površino 1600 m2, telovadnico, wellnes center,  mnoge savne, izvajajo pa različne zdravstvene terapije, pa tudi tradicionalne tajske terapije in masaže.
Smučarsko središče Rogla obsega 11 smučišč, ki delujejo približno od začetka decembra pa vse do sredine marca. Prav tako pa ima tudi tekaško progo, veliko telovadnico, v katero pridejo na priprave tudi svetovno znane ekipe, adrenalinsko sankališče, novost pa je tudi poligon za borderje. 
Za goste je na voljo dovolj prostora v številnih hotelih, apartmajih, počitniških hišicah, vilah ... na Rogli je na voljo preko 1200 ležišč, v Zrečah, okoliških gostiščih in turističnih kmetijah pa okoli 950.

## Naravne in kulturne znamenitosti
- cerkev sv. Lamberta na Skomarju, ki se je prvič omenjala že leta 1313
- Golek, priljubljena pohodniška točka
- stara cerkev Sv. Egidija v Zrečah, ki je ena redkih cerkva na Slovenskem, katere oltar je pod zvonikom
- okolica Zreč je polna cerkva (Sv. Martin, Sv. Neža, cerkev Matere Božje na Brinjevi gori)
- Ošlakova domačija leži v osrčju Pohorja in je od Zreč oddaljena le 3 km, to je bil dom majhnega kmeta, kovača, žagarja im mizarja. Ošlakova kovačija je bila leta 1997 razglašena za kulturni spomenik. Kovačijo so obnovili in jo odprli za javnost, prikazujejo pa tudi, kako je potekalo kovanje, takrat. Sicer pa je kovaška obrt na Ošlakovi domačiji znana že iz druge polovice 18. stoletja in so jo neprekinjeno ohranjali vse do začetka 90-ih let 20. stoletja, ko so Ošlakovi obrt opustili. Pogonsko kolo pa še danes poganja reka Dravinja, pa četudi le v turistične namene.
- Le nekaj kilometrov vstran, v središču vasice Skomarje, stoji Skomarska hiša. Skomarska hiša sodi med najpomembnejše kulturne spomenike na Slovenskem. Nastala je leta 1803 in je zasnovana kot prehodni tip med poznosrednjeveško dimnico in razvojno naprednejšo hišo s črno kuhinjo. Ko so stavbo obnavljali, so nekoliko spremenili namembnost prostorov, zaradi muzejske predstavitve hiše. V Skomarski hiši, ki jo je obnovilo podjetje Comet, potekajo razna srečanja, literarni večeri ipd, ki jih organizira KUD Vladko Mohorič, Zreče.
- Jurij Vodovnik, rojen leta 1791, umrl pa je leta 1858. Je ena najslikovitejših in najzanimivejših osebnosti slovenskega pesništva, doma iz Skomarja. Bil je zelo preprost, izjemno nadarjen, znan pa po svojem košu, ki ga je nosil naokoli, zanj pa je imel filozofski pomen. V njegov spomin so v Skomarski hiši uredili spominsko sobo, v kateri so razstavljeni tudi izvodi originalnega rokopisa njegovih pesmi. Njegova najbolj znana pesem je Jest'mam en stari znucan koš, to pa je tudi naslov srečanja, ki ga organizirajo v Skomarski hiši vsako leto.
- Lovrenška jezera na Pohorju
- Jezeri v Zrečah
- Brinjeva gora